# سایت‌های کوره گانگ‌جین
سایت‌های کوره گانگ‌جین یک سایت آزمایشی میراث جهانی است که توسط دولت کره جنوبی به یونسکو معرفی شده است. این مجموعه شامل ۱۸۸ کوره است که ظروف سفالی گوریو را تولید می‌کردند. این کوره‌ها در گانگ‌جین، استان جولا جنوبی و در نزدیکی دریا واقع شده‌اند. کوه‌های شمال منطقه مواد اولیه مورد نیاز مانند هیزم، کائولینیت و سیلیسیم دی‌اکسید را برای سفالگران فراهم می‌کردند و سیستم توزیع منظمی وجود داشت که ظروف سفالی را در سراسر کره پخش کرده و صادرات به چین و ژاپن را آسان می‌کرد.